# Gâzi Çelebi
Gâzi Çelebi fut un général turc du début du XIVe siècle dernier représentant de la dynastie des Pervâne.
Son épitaphe dans l’Alâiye Medrese dit que Gâzi Çelebi fut le fils de Mesud Bey. Ce dernier est donc identifié avec le même Mesud Bey qui fut enlevé par les Génois en 1298 et relâché un an plus tard à la suite d'une forte rançon. Son père persécuta à maintes reprises les Génois de la Mer Noire et à la mort de Mesud, Gâzi continua à mener les raids de son père et fut même le responsable, aidé par l'empereur de Trébizonde Alexis II Grand Comnène, de la destruction du port de Caffa (actuelle Théodosie, en Crimée) entre 1311 et 1314. Gâzi Çelebi fut le dernier Pervâne car avec lui, sa dynastie s'éteignit. Il est mort en 1322 à Sinop sans héritier mâle. Sinop passe alors aux mains de la dynastie Candar.
Quand Ibn Battûta visita Sinop (faisant partie des domaines de Gâzi Çelebi), en mars 1334 celui-ci, Ghâzi Tchélébi dans ce texte, laisse le souvenir de son intrépidité :

« Ghâzi Tchélébi était un homme brave et audacieux ; Dieu l’avait doué d’une aptitude toute particulière à rester longtemps sous l’eau et à nager avec vigueur. Il s’embarquait souvent sur des navires de guerre, afin de combattre les Grecs. Lorsque les deux flottes étaient en présence et que l’on était occupé à combattre, il plongeait sous les vaisseaux grecs, la main armée d’un fer aigu, avec lequel il les perçait. Les ennemis n’apprenaient le sort qui les menaçait qu’en se voyant couler à fond. Des vaisseaux ennemis envahirent une fois le port de Sinope ; Ghâzi Tchélébi les coula à fond et fit prisonniers ceux qui les montaient.

Il avait un mérite sans égal ; seulement on raconte qu’il faisait une grande consommation de hachîch et qu’il mourut à cause de cela. »

— Ibn Battûta, Op. cit. (lire en ligne), « Du Sultan de Kasthamoûniyah », p. 162-163 (.pdf).